# Estación de Son Sardina
Son Sardina es una estación de la línea M1 del Metro de Palma. Fue puesta en servicio el 25 de abril de 2007.

## La estación
Es una estación al aire libre, al contrario del resto de estaciones de la línea, situada junto a la barriada de Son Sardina, junto a las vías del Ferrocarril de Sóller y la Ma-11. Se accede mediante un edificio amplio, que da con las barreras tarifarias antes de salir a la zona de vías, con dos andenes laterales, que se interconectan a través de un paso inferior que también da el acceso a la andén del ferrocarril de Sóller. La estación tiene un aparcamiento dedicado, sin precio.

## Distribución
En la estación de Son Sardina hay solo un nivel, distribuido de la siguiente manera:
Nivel 1:
- Distribuidor, taquillas, control de accesos, instalaciones de seguridad y zona de equipamientos y servicios.

- 2 vías de tren con 2 andenes.

## Accesos
- Son Sardina Son Sardina